# 半導体集積回路の回路配置に関する法律
半導体集積回路の回路配置に関する法律（はんどうたいしゅうせきかいろのかいろはいちにかんするほうりつ、昭和60年5月31日法律第43号、略称：半導体回路配置保護法）は、半導体集積回路の回路配置に関する法律である。
1985年5月31日に公布された。

## 概要
一定の条件を満たす回路配置を回路配置利用権によって保護することを定めている。回路配置利用権の存続期間は、設定登録の日から10年とされている。

## 構成
- 第一章　総則（第一条・第二条）
- 第二章　回路配置利用権の設定の登録（第3条 - 第9条）
- 第三章　回路配置利用権等
  - 第一節　回路配置利用権（第10条 - 第21条）
  - 第二節　権利侵害（第22条 - 第26条）
  - 第三節　補償金（第27条）
- 第四章　登録機関（第28条 - 第46条）
- 第五章　雑則（第47条 - 第50条）
- 第六章　罰則（第51条 - 第57条）
- 附則

### 目的
半導体集積回路の回路素子や導線の配置パターン（回路配置）の適正利用を図ることで、半導体集積回路の開発を促進し、経済発展に寄与することを目的としている。

### 登録の要件
1. 申請者が創作者であること。
2. 共同創作である場合には、共同で申請をすること。
3. 申請日の2年以上前に創作者などが回路配置を利用していた場合は申請できない。

## 産業財産権及び著作権との比較
産業財産権との共通点
- 登録設定で発生した権利は独占排他権となる。
- 権利に対して専用利用権・通常利用権を設定できる。
- 侵害者に対して差止請求や損害賠償請求を行うことができる。
- 登録前でも、補償金請求権が発生する。

産業財産権との相違点
- 利害関係者による異議申し立て等の不服制度がない。
- 他人が独自に創作した回路配置には権利が及ばない（著作権との共通点）。